# Калдербанк, Роберт
Роберт Кальдербанк (родился 28 декабря 1954 года) — американский ученый, профессор информатики, электротехники и математики, а также директор информационной инициативы Дюкского университета.

## Обучение
Он получил степень бакалавра в Уорикском университете в 1975 году, а затем — магистра в Оксфорд в 1976 году. Степень доктора философии (PhD) была получена в Калифорнийском технологическом институте в 1980 году. Все они по математике.

## Научная деятельность
Роберт Кальдербанк присоединился к лаборатории Белла (англ. Bell Labs) в 1980 году, а ушел в отставку из AT&T Labs в 2003 году с должности вице-президента по исследованиям Интернета и сетевых систем. Затем он переехал в Принстонский университет, где занял должность профессора электротехники, математики, прикладной и вычислительной математики, прежде чем перейти к Дюкского университета в 2010 году. Здесь он работает на должности декана естественных наук.
Его вклад в теорию кодирования и теорию информации был признан IEEE Information Theory Society в 1995 и 1999 годах.
Именно в это время Роберт Кальдербанк в лаборатории Белла, совместно открыл кодирования пространственно-временного кода. Он был избран членом Национальной инженерной академии США в 2005 году, а также стал стипендиатом Американского математического общества в 2012 году и был награждён медалью Ричарда Хэмминга в 2013 году, а также премией Шеннона за 2015 год.

## Семья
Роберт Кальдербанк женат на Ингрид Добеши. У них двое детей: Майкл и Кэролин.